# Šimon Jakub Arkeles
Šimon Jakub Arkeles (Argolese) (18. března 1803 Praha – 18. března 1875 Praha) byl malíř.

## Život
V letech 1818–1828 studoval na Akademii výtvarných umění v Praze.

## Dílo
Maloval zákoutí židovské Prahy a její obyvatele. Autor rabínských i rodinných podobizen. Židovské muzeum v Praze vlastní grafické listy: Portrét rabína Eleasara Flekelese (1754–1826), vrchního juristy a předsedy kolegia rabínů v Praze a Portrét Samuela Löwa Kaudera (1766–1838), vrchního juristy v Praze a krajského rabína Táborska a Českobudějovicka, jejichž autorem je Šimon Jakub Arkeles. Dalším známým Arkelesovým dílem je Portrét moravského zemského vrchního rabína Mordechaje Beneta (Marcuse Benedicta) (1753–1829).

## Galerie

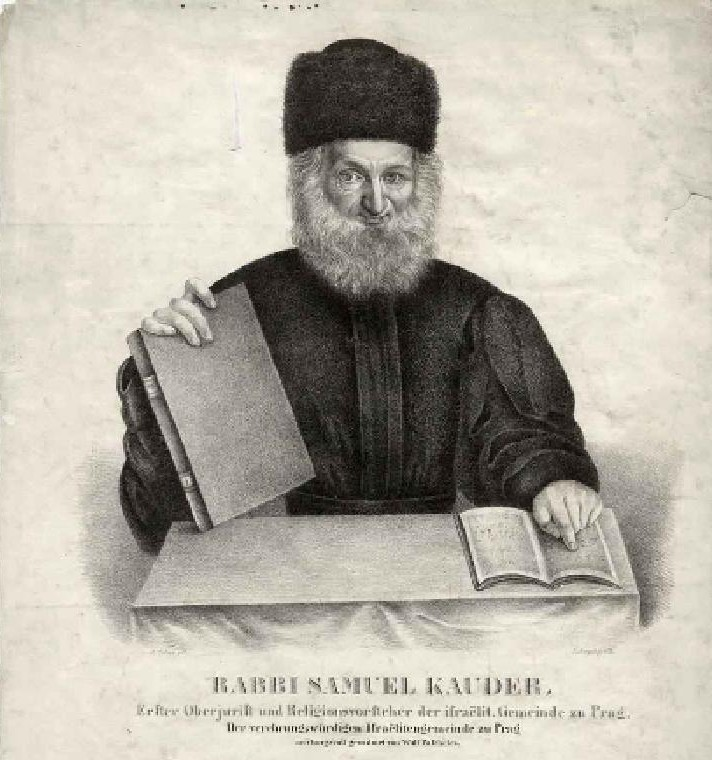
Portrét Samuela Löwa Kaudera (1766–1838)
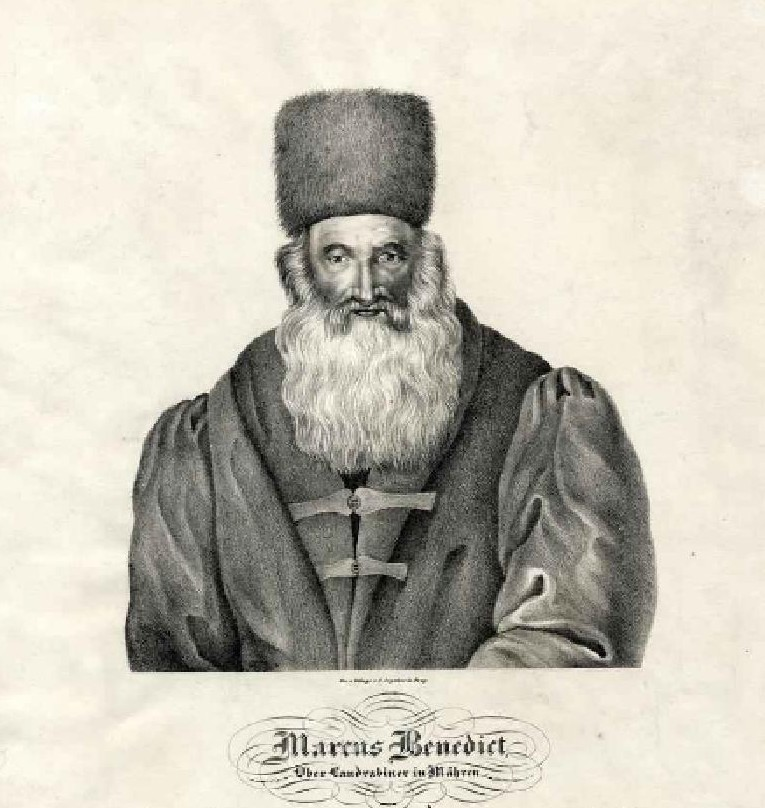
Portrét rabína Mordechaje (Marcuse) Benedikta
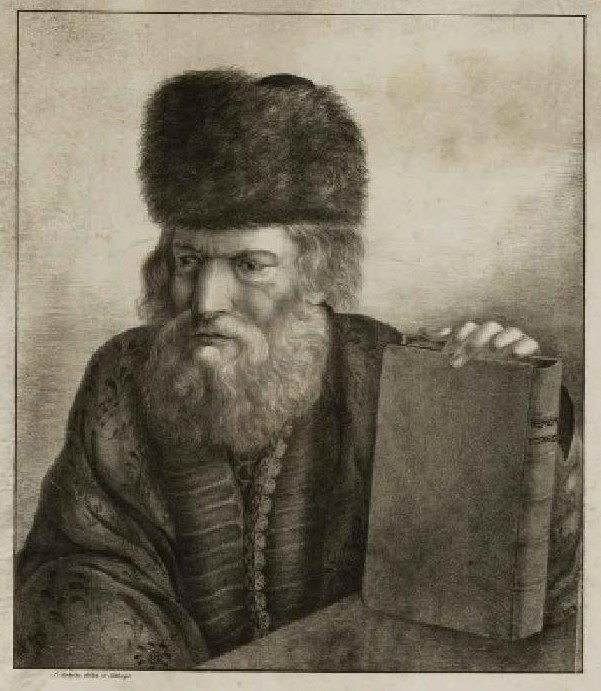
Portrét rabína Eleasara Flekelese (1754–1826)
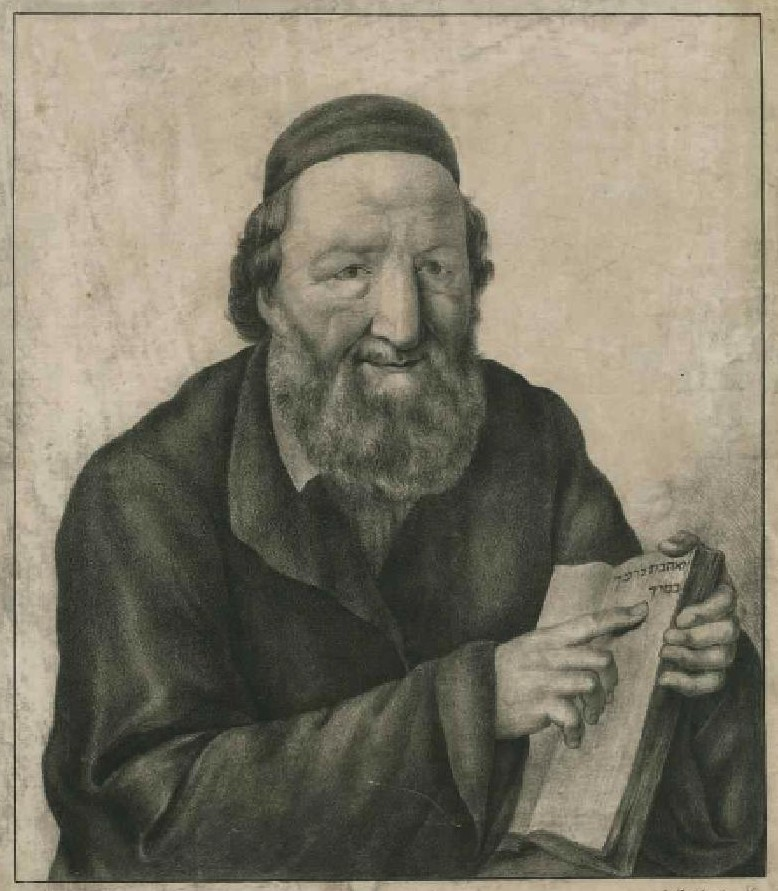
Portrét rabína Samuela Landaua (1751–1834)